# Silverthorn Collegiate Institute
Das Silverthorn Collegiate Institute (SCI, Silverthorn) ist eine High School im West End von Toronto, Ontario, Kanada. Es steht unter Aufsicht des Toronto District School Board (dem Nachfolger des ehemaligen Etobicoke Board of Education). Der Name kommt von „The Silverthorn Woods“ oder „Silverthorn Bush“, welche die Grenze im Süden und Westen darstellen. Die nördliche Grenze war lokal als „The Silverthorn Mill Farm“ bekannt.

## Geschichte
Der Name Silverthorn kommt von den ersten Siedlern, die sich weit vor der amerikanischen Revolution in New Jersey und Virginia niederließen. Die meisten von ihnen kamen aus Somerset/Wiltshire im Südwesten von England und hatten ihren Nachnamen nach dem Holy Thorn of Glastonbury. Der New Jersey'er-Zweig der Silverthorns verloren ihren Landbesitz, da sie Loyalisten und gingen nach Kanada, wo sie von der United Empire Loyalist unterstützt wurden. Zwar gibt es kein offizielles Wappen für diesen Familiennamen, aber es ist eine sehr altes inoffizielles derer aus (Bristol/Bath-Umgebung im Wiltshire, England). Namenforscher meinen, dass es mehr Silverthorns in und um Toronto und seine umliegenden Friedhöfen gibt, als in jede andere Region der Welt.
Als Markland Wood sich in den frühen 1960er Jahren entwickelte, beschloss das Etobicoke Board of Education (der Vorläufer des TDSB) eine weiterführende Schule für das Gebiet zu errichten. Die Schule wurde Silverthorn Collegiate Institute nach der Familie, welche als erste das Gebiet besiedelt hatten, benannt. Die Grundsteinlegung erfolgte 1963 und im September 1964 wurde die Schule mit 24 Lehrkräften und 7 unterstützenden Mitarbeitern eröffnet. Murray Young war der erste Schulleiter. Die Schule hatte 1964 nur die Klassen 9, 10 und 11. In den nächsten zwei Jahren kamen die Klassenstufen 12 und 13 dazu. Von 1968 bis 1969 wurde der Schulbau größenmäßig verdoppelt, dazu kam ein Hörsaal, eine Bibliothek, wissenschaftliche Labors und Gebäude für technische und kaufmännische Arbeitsbereiche. Eine zweite Turnhalle wurde später hinzugefügt. 
Silverthorns Schulfarben sind Granat, Grün und Silber und sein Maskottchen ist Spartacus, der Spartaner. Die Schule steht unter dem lateinischen Motto Nil Veretur Veritas („The Truth Fears Nothing“).

## Bekannte Alumni
- Elfi Schlegel, Turner und Sportagent
- Kiefer Sutherland, Schauspieler
- Estella Warren, Schauspielerin
- Steve Gilchrist, ehemaliges Mitglied des Provincial Parliament in Ontario
- Brittany MacLean, 400 m Freestyle Schwimmer (Olympische Sommerspiele 2012 in London).
- James Anthony Pecchia, Blues-Gitarrist (Blues Hall of Fame USA)